# Penny Pritzker

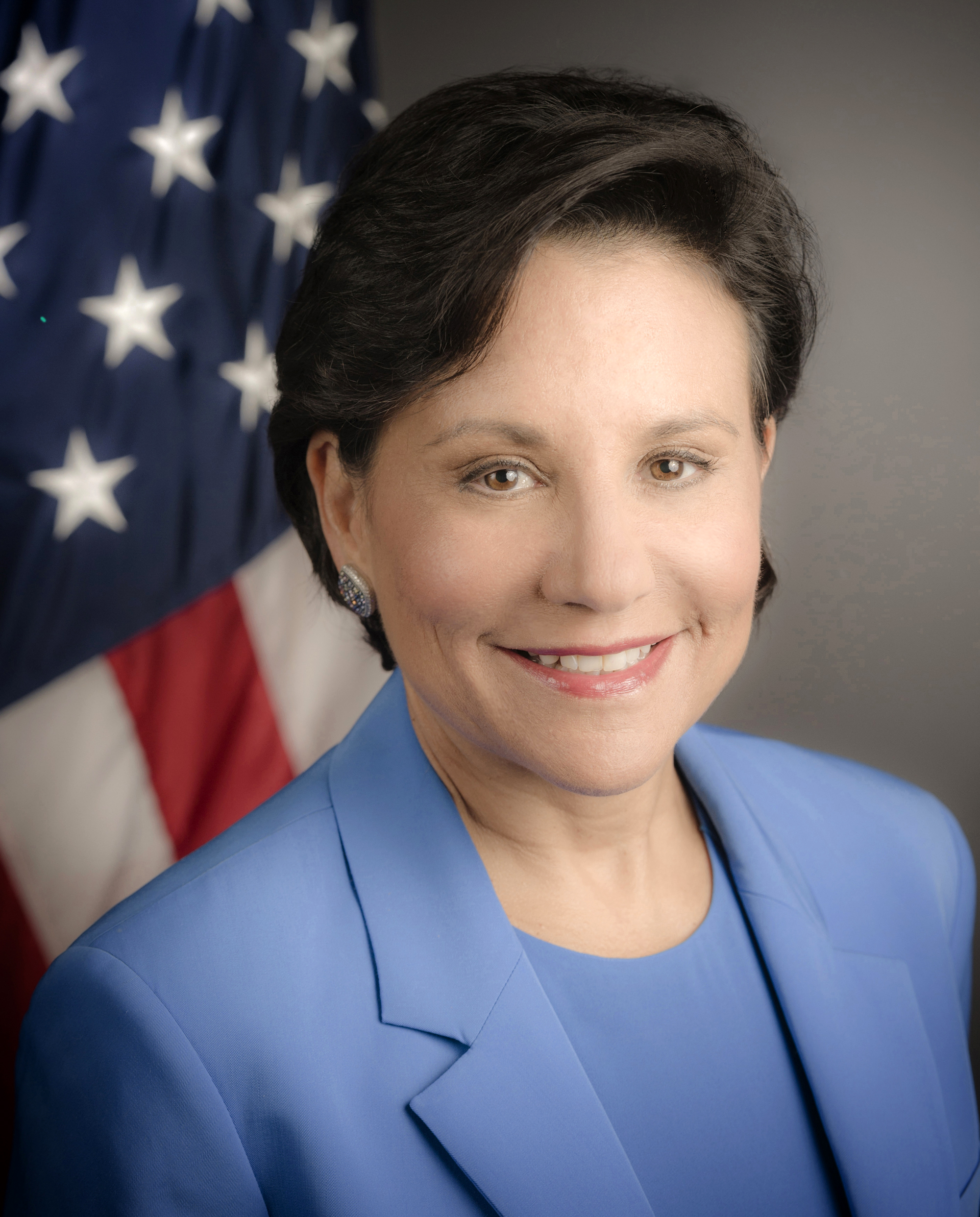
Penny Pritzker (2013)

Penny Sue Pritzker (* 2. Mai 1959 in Chicago, Illinois) ist eine US-amerikanische Unternehmerin und Politikerin der Demokratischen Partei. Sie ist Mitglied einer der reichsten Familien des Landes. Pritzker ist die Tochter von Donald Pritzker (1932–1972), der zusammen mit seinem Bruder Jay Pritzker (1922–1999) im Jahr 1957 die Hyatt-Gruppe gründete. 
Am 2. Mai 2013 wurde sie offiziell von US-Präsident Barack Obama für das Amt der Handelsministerin nominiert, das sie seit dem 26. Juni desselben Jahres bis zum 20. Januar 2017 ausübte. Seit dem 14. September 2023 ist sie US-Sonderbeauftragte für die wirtschaftliche Erholung der Ukraine.

## Unternehmerin
Die Absolventin der Universitäten von Harvard und Stanford ist laut der Liste der Milliardäre des Forbes Magazine eine der reichsten Personen der Vereinigten Staaten. So war sie z. B. 2007 mit einem Vermögen von 2,8 Mrd. USD auf Platz 135. (Vermögen 2009: 1,1 Mrd. USD). Das Vermögen stammt u. a. aus der Hyatt-Hotelgruppe. Penny Pritzker ist Miteignerin der Superior Bank of Chicago. Darüber hinaus ist sie in diversen Geschäftsfeldern unternehmerisch tätig, u. a. mit der Pritzker Realty Group, im Betrieb von Parkhäusern (Firma The Parking Spot) oder einer der größten Wirtschaftsauskunfteien des Landes, TransUnion.

## Politische und philanthropische Tätigkeiten
Penny Pritzker ist eine der bekanntesten Philanthropinnen des Landes und engagiert sich mit diversen Organisationen und Stiftungen in den Bereichen Bildung, Kinderhilfe und Kunst. Trotz ihres sozialen Engagements wird sie teilweise kritisiert für die frühere Tätigkeit in der teils familieneigenen Superior Bank, die aufgrund von Handel mit faulen Hypothekenkrediten geschlossen wurde (Subprimekrise). Pritzker wird auch von Kritikern vorgeworfen, dass sie Teile ihres Vermögens in Steueroasen angelegt hat. Kritisch wird auch ihr Umgang mit dem Hyatt-Personal gesehen.
Pritzker ist Mitglied der Demokratischen Partei und war im Vorfeld der Präsidentschaftswahl 2008 Finanzchefin in Barack Obamas Wahlkampfteam. Auch bei früheren Wahlen war sie Spendensammlerin. Sie ist Mitglied im Council on Foreign Relations und war Beraterin der Regierung Obama im Bereich der Wirtschaft (Mitglied des President’s Economic Recovery Advisory Board). 2012 wurde Pritzker in die American Academy of Arts and Sciences gewählt.
Am 2. Mai 2013 nominierte Präsident Obama Pritzker für das Amt der US-Handelsministerin („United States Secretary of Commerce“). Der Posten, der die Beziehungspflege zwischen der Regierung und der inländischen Geschäftswelt vorsieht, gilt im Gegensatz zum Finanzminister (damals Jacob Lew) oder Handelsbeauftragten des Präsidenten als weniger einflussreich. Am 25. Juni 2013 bestätigte der Senat die Nominierung mit 97:1 Stimmen. Als einziger Senator votierte Bernie Sanders aus Vermont gegen ihre Ernennung.

## Privates
Penny Pritzker ist verheiratet und hat zwei Kinder. Ihr jüngerer Bruder J. B. Pritzker ist ebenfalls Unternehmer und seit 2019 Gouverneur von Illinois.